# Каменка (Гагарінський район)
Каменка (рос. Каменка) — присілок Гагарінського району Смоленської області Росії. Входить до складу Покровського сільського поселення.
Населення — 7 осіб. 